# Lennox Miller
Lennox Valencia Miller (Kingston, 1946. október 8. – Pasadena, Kalifornia, 2004. november 8.) olimpiai ezüst- és bronzérmes jamaicai atléta, Inger Miller olimpiai bajnok amerikai atlétanő édesapja.

## Pályafutása
Két versenyszámban is részt vett az 1968-as olimpiai játékokon. Mindössze egy tized másodperccel maradt el az amerikai Jim Hines mögött, és így végül ezüstérmet szerzett 100 méteren. Ezt követően negyedik lett a jamaicai váltó tagjaként négyszer százon. Négy évvel később, az 1972-es müncheni játékokon már csak száz méteren állt rajthoz. Ekkor a szovjet Valerij Borzov és az amerikai Robert Taylor mögött harmadikként zárt a döntőben.
Lánya, Inger Miller amerikai színekben aranyérmet nyert az atlantai olimpián 1996-ban, a torna alatt ő volt az edzője. Az olimpiai játékok futószámainak történetében ők voltak az első apja-lánya kapcsolatban lévő sportolók, akik mindketten érmet nyertek.

## Egyéni legjobbjai
- 100 méteres síkfutás - 10,04 s (1968)